# Choerades nikolaevi
Choerades nikolaevi là một loài ruồi trong họ Asilidae. Choerades nikolaevi được Lehr miêu tả năm 1977. Loài này phân bố ở vùng Cổ Bắc giới.